# アイリーン・コリンズ
アイリーン・コリンズ（Eileen Marie Collins 1956年11月19日 - ）はNASAの宇宙飛行士。空軍大佐。
アメリカ合衆国ニューヨーク州エルミラに生まれる。シラキューズ大学卒。1995年に初の女性スペースシャトルパイロットとなる。1999年7月でのミッションSTS-93では初の女性船長としてコロンビア号に搭乗した。
コロンビアの空中分解事故以降最初のフライトで、日本人宇宙飛行士野口聡一が搭乗したディスカバリー号によるミッションSTS-114でも船長を務めた。